# Houston (Film)
Houston ist ein deutsch-US-amerikanischer Spielfilm von Bastian Günther aus dem Jahr 2013.

## Handlung
Der alternde Headhunter Clemens Trunschka bekommt von einem großen deutschen Automobilhersteller den Auftrag, während einer Konferenz in Deutschland den amtierenden CEO der US-amerikanischen Ölgesellschaft Houston Petrol, Steve Ringer, als neuen Vorstandsvorsitzenden zu gewinnen. Trunschka, der alkoholsüchtig ist und beruflich wie privat vor dem Ende steht, sieht seine Träume endlich in Reichweite und nimmt den lukrativen Auftrag an.
Er versäumt es aber, Ringer rechtzeitig auf der Konferenz zu kontaktieren, und muss ihm deshalb nach Houston nachreisen. Dort an der Hotelbar macht er die Bekanntschaft des amerikanischen Geschäftsmanns Robert Wagner, dessen betont fröhliche, distanzlose Art dem eigenbrötlerischen Trunschka von Anfang an auf die Nerven geht.
In den nächsten Tagen scheitern alle unbeholfenen Versuche Trunschkas, an Ringer heranzukommen, andererseits entwickelt sich eine Freundschaft zu Wagner, der ihm bald mitteilt, dass er in Wirklichkeit geschieden ist und mit seinem Leben auch nicht mehr viel anfangen kann. Wagner errät schließlich, weshalb Trunschka in Houston ist, und gibt ihm den Tipp, dass Ringer eine heimliche Geliebte hat. Es gelingt Trunschka, die beiden miteinander zu fotografieren, aber erst mit Wagners Hilfe überwindet er sich dazu, anhand dieser kompromittierenden Bilder ein Treffen mit Ringer zu erzwingen.
Trunschkas Auftraggeber, vom ausbleibenden Erfolg enttäuscht, entzieht ihm in diesem Moment den Auftrag. Dennoch fährt er zu dem in einem einsamen Vorort vereinbarten Treffen mit Ringer, wirft jedoch Wagner, der unbedingt mitfahren will, sehr unfreundlich aus dem Wagen. Frustriert darüber, dass die guten Impulse von Wagner kommen und er selbst keine Ideen mehr hat, verliert Trunschka zunehmend die Kontrolle über sich.
Das Treffen entpuppt sich als Falle, Trunschka wird von zwei Schlägern brutal zusammengeschlagen und liegengelassen. Auf dem Rückweg nach Houston macht er in einem Motel Station. Dort erscheint ihm – in einer Vision – Ringer, der ihm im Rahmen eines kleinen Dialoges klarmacht, dass man ihm weder drohen kann noch dass er gedenkt, von da, wo er ist, fortzugehen. Trunschka fährt nach Houston zurück und schaut sich die Autoparade an, von der ihm Wagner in den letzten Tagen immer vorgeschwärmt hat. Während er in der Menge verschwindet, endet der Film.

## Hintergrund
Der Film im Verleih der farbfilm verleih gmbh wurde zuerst am 22. Januar 2013 beim Sundance Film Festival in den USA gezeigt. In Europa debütierte er beim Karlovy Vary Film Festival am 1. Juli 2013. In Deutschland wurde er erst am 5. Dezember 2013 dem Publikum vorgestellt. Im Free-TV war er erstmals am 12. August 2015 im Ersten zu sehen.
Die geschätzten Produktionskosten betrugen 3 Millionen Dollar. Der Film wurde auch mit öffentlichen Mitteln des Medienboard Berlin-Brandenburg, Deutschen Filmförderfonds, der Film- und Medienstiftung NRW, Filmförderungsanstalt und vom Beauftragten der Bundesregierung für Angelegenheiten der Kultur und der Medien (BKM) finanziell unterstützt.
Drehorte waren Köln, Düsseldorf, Brandenburg und Berlin und Houston (Texas).
Der Film erschien auf DVD, auch im Blu-Ray-Format.

## Kritiken
- Kritik von Rainer Tittelbach auf Tittelbach.tv

## Auszeichnungen
- Preis der deutschen Filmkritik 2013, Kategorie Bester Schnitt (für Anne Fabini)
- Fantasporto, Directors' Week Award, Kategorie Best Actor (für Garret Dillahunt)